# Braunschweigs voetbalkampioenschap 1904/05
In 1904/05 werd het eerste Braunschweigs voetbalkampioenschap gespeeld, dat georganiseerd werd door de voetbalbond voor het hertogdom Braunschweig. Eintracht Braunschweig werd kampioen en plaatste zich zo voor de eindronde om de Duitse landstitel. De club versloeg Hannoverscher FC 96, FuCC Cricket-Viktoria 1897 Magdeburg en werd dan geloot tegen VfB Leipzig, maar deze club trok zich terug vanwege de hoge reiskosten. De volgende tegenstander was Berliner TuFC Union 1892 dat met 4-1 won van de club.

## Eindstand
| Plaats | Club                           | Wed. | W | G | V | Saldo | Ptn  |
| ------ | ------------------------------ | ---- | - | - | - | ----- | ---- |
| 1.     | FuCC Eintracht Braunschweig    | 6    | 6 | 0 | 0 | 49:6  | 12:0 |
| 2.     | FuCC Eintracht Braunschweig II | 5    | 3 | 0 | 2 | 15:9  | 6:4  |
| 3.     | FC Viktoria Braunschweig       | 6    | 2 | 0 | 4 | 16:24 | 4:8  |
| 4.     | FC Einigkeit Braunschweig      | 5    | 0 | 0 | 5 | 6:47  | 0:10 |

|  | Kampioen |